# بات كارول (كرة سلة)
بات كارول (بالإنجليزية: Pat Carroll)‏ مواليد 10 سبتمبر 1982 في بيتسبرغ، هو لاعب كرة سلة أمريكي معتزل. بدأ مسيرته الاحترافية في سنة 2005. اعتزل اللعب في 2010.

## المسيرة الاحترافية
لعب مع بي سي إم جرافيلين في الدوري الفرنسي في موسم 2006–2007، ثم لعب مع نادي إشبيلية لكرة السلة في الدوري الإسباني في موسم 2007–2008، ثم لعب مع نادي أليكانتي لكرة السلة في سنة 2008، ثم لعب مع نادي تنريفي لكرة السلة في الدوري الإسباني في موسم 2008–2009.

## روابط خارجية
- بات كارول على موقع الدوري الإسباني لكرة السلة (الإسبانية)
- بات كارول على موقع كرة السلة الأوروبية.كوم (الإنجليزية)
- بات كارول على موقع كلية كرة السلة في سبورتس رفرنس.كوم (الإنجليزية)
- بات كارول على موقع ريلجم (الإنجليزية)
- بات كارول على موقع سبورتس رفرنس (الإنجليزية)
- بات كارول على موقع سبورتس رفرنس (الإنجليزية)